# Heydar Babaya Salam
Heydar Bābāya Salām (aserbaidschanisch حيدر بابايه سلام, Heydər Babaya Salam, deutsch „Sei gegrüßt, Heydar Baba“) ist das bekannteste poetische Werk von Mohammad Hossein Schahryar. Das Werk wurde 1954 publiziert und handelt von Schahryars Kindheit und den Erinnerungen an sein Dorf Khoshginab in der Nähe von Täbris, wo er aufwuchs. Heydar Bābā ist der Name eines Berges, der dem Dorf zugewandt ist.
In Heydar Bābāya Salām zeigt Schahryar seine Sehnsucht nach dem einfachen Leben im iranischen Aserbaidschan vor der Modernisierung. Das Gedicht erreichte besonders in der Türkei große Beliebtheit.